# Sports Nippon
A Sports Nippon (スポーツニッポン; Hepburn: Supōtsu Nippon) vagy Sponicsi (スポニチ; Hepburn: Suponichi) az első japán sportnapilap, melyet 1948-ban alapítottak. Az újság kiadója a Sports Nippon Newspapers (株式会社スポーツニッポン), első száma 1948. február 1-jén jelent meg Oszakában. 1950. március 6-án megalapították a lap tokiói, illetve 1955. május 1-jén a „nyugati” változatát. A Sports Nippon a Mainichi Shimbun partnerújságja.